# Eudocimus
Eudocimus är ett släkte med fåglar i familjen ibisar inom ordningen pelikanfåglar. Det omfattar två arter:
- Vit ibis (E. albus)
- Röd ibis (E. ruber)